# Kernite
La kernite è un minerale, un borato idrato di sodio.
Il nome deriva dalla Kern County, contea della California, dove è stata ritrovata.
Descritta per la prima volta da Waldemar Theodore Schaller (3 agosto 1882 - 28 settembre 1967), mineralogista americano, nel 1927.

## Abito cristallino
Cristalli geminati equidimensionali, striati, di forma irregolare, arrotondati per la ripetizione di facce.

## Origine e giacitura
Nei laghi borati e anche grazie all'azione metamorfica esercitata da una roccia ignea sul borace preesistente, trasformandolo in kernite, come è successo in California.
La paragenesi è con ulexite e borace.

## Forma in cui si presenta in natura
Si presenta in cristalli, aggregati massivi e apparentemente fibrosi, dovuti alla presenza di due direzioni diverse di facile sfaldatura e in parti di grandi cristalli che possono raggiungere il metro di lunghezza.

## Caratteri fisico-chimici
Elastica, flessibile, si scioglie facilmente nell'acqua. Conservare in contenitori a tenuta d'aria, in quanto si altera facilmente in tincalconite.

## Località di ritrovamento
I cristalli più grandi sono nella Kern County, in California; a Sallent, in Spagna; in Turchia e a Tincalaya, in Argentina.
In Italia è stata segnalata a Larderello, in Toscana.

## Utilizzi
Costituisce attualmente il minerale principale da cui si estrae il borace commerciale, poiché da una soluzione di kernite si cristallizza borace in quantità una volta e mezzo superiore a quella della kernite stessa impiegata.
Commercialmente è nota anche col nome di rasorite, coniato più tardi in onore di C.M.Rasor ingegnere di una compagnia mineraria dedita allo sfruttamento dei minerali di boro.